# Duke Street Records
Duke Street Records bylo kanadské nezávislé hudební vydavatelství. Založil jej Andrew Hermant v roce 1984 a svou činnost ukončilo o deset let později. Po zániku společnosti práva na nahrávky převzal Universal Music Group.
Vydavatelství vydávalo nahrávky širokého spektra žánrů od hudebníků, jako byli například Art Bergmann, The Front, Jane Siberry, FM, Rik Emmett, Willie P. Bennett, Rob McConnell, Scott Merritt, Chalk Circle, Valdy, Manteca, Don Ross a Barbara Lynch.
Hermant v roce 1995 věnoval celý svůj archiv související s Duke Street Records do Kanadské národní knihovny. Vedle více dvou tisíc magnetofonových pásků obsahuje mnoho textových záznamů, propagačních materiálů a fotografií.